# Nichtinvasiv
Nichtinvasiv (nicht-invasiv) und minimalinvasiv sind Begriffe aus der Medizin und bezeichnen Prozeduren, bei denen Geräte oder Katheter entweder gar nicht (nichtinvasiv) oder in geringerem Maße als üblich (minimalinvasiv) in den Körper eindringen. Typischerweise werden die Begriffe verwendet, um die geringen Unannehmlichkeiten und Risiken bestimmter Verfahren zu betonen.
Beispiele:
- in der Diagnostik werden nichtinvasive Methoden wie die Sonografie den invasiven wie der Angiografie vorgezogen, wenn der Informationsgewinn durch das nichtinvasive Verfahren vergleichbar ist
- bei gleichwertiger Eignung wird die nichtinvasive Beatmung (Beatmung ohne Intubation) der  Beatmung (über einen endotrachealen Tubus) vorgezogen,
- die minimalinvasive Chirurgie verursacht in der Regel postoperativ geringere Schmerzen und führt zu einer schnelleren Erholung des Patienten als die konventionelle Chirurgie.

Eindeutig nichtinvasiv sind die körperliche Untersuchung, die einfache Sonografie, das Erstellen eines Elektrokardiogramms und die Untersuchung einer Urinprobe.

## Invasiv
Typische invasive Maßnahmen sind im Gegensatz dazu Operationen, Punktionen und Herzkatheteruntersuchungen. Auch Magenspiegelung und Blutabnahme sind invasive, aber nur mit geringer Komplikationshäufigkeit behaftete Verfahren. Jede invasive Maßnahme erfüllt im Prinzip den Tatbestand der Körperverletzung, wenn der Patient nicht sein Einverständnis erklärt hat.
Unzutreffend ist die Annahme, dass nichtinvasive oder minimalinvasive Verfahren zwangsläufig mit geringerem Risiko gleichzusetzen sind. Je nach Erkrankung und Patientenzustand kann beispielsweise der Verzicht auf eine Herzkatheteruntersuchung durchaus riskanter sein als deren Durchführung, eine nichtinvasive Beatmung häufigere Komplikationen nach sich ziehen als eine konventionelle und eine minimalinvasive Herzklappenoperation zu schlechteren Ergebnissen führen als eine in herkömmlicher Technik.